# Corynetes arcuata
Corynetes arcuata är en nässeldjursart som beskrevs av Ernst Haeckel 1879. Corynetes arcuata ingår i släktet Corynetes och familjen Corynidae. Inga underarter finns listade i Catalogue of Life.